# Sparkasse Zwickau

Die Sparkasse Zwickau ist eine Sparkasse in Südwestsachsen, deren Hauptsitz sich in Zwickau befindet.

## Organisationsstruktur
Die Sparkasse Zwickau ist eine Anstalt des öffentlichen Rechts. Die Sparkasse Zwickau ist Mitglied des Ostdeutschen Sparkassenverbandes. Die Rechtsgrundlagen des Kreditinstitutes sind das Gesetz über die öffentlich-rechtlichen Kreditinstitute im Freistaat Sachsen und die Sachsen-Finanzgruppe sowie die Satzung der Sparkasse. Die wichtigsten Organe der Sparkasse Zwickau sind:
- der Verwaltungsrat
- der Vorstand

Im Geschäftsgebiet unterhält die Sparkasse neben ihren Filialen zusätzlich Selbstbedienungs-, Geldautomaten-Standorte und Sparkassenagenturen. Auf der Internetseite der Sparkasse kann mit Hilfe eines Filialfinders der nächste Standort festgestellt werden. Die Sparkasse bietet mehr als 50 Standorte im Geschäftsgebiet zur Bargeldversorgung an.

## Geschäftsausrichtung und Geschäftserfolg
Die Sparkasse Zwickau betreibt als Sparkasse das Universalbankgeschäft. Sie ist Marktführer in ihrem Geschäftsgebiet, der Stadt Zwickau und dem Landkreis Zwickau.
Die Sparkasse Zwickau wies im Geschäftsjahr 2024 eine Bilanzsumme von 3,222 Mrd. Euro aus und verfügte über Kundeneinlagen von 2,796 Mrd. Euro. Gemäß der Sparkassenrangliste 2024 liegt sie nach Bilanzsumme auf Rang 158. Sie unterhält 23 Filialen/Selbstbedienungsstandorte und beschäftigt 433 Mitarbeiter.
Im Verbundgeschäft arbeitet das Kreditinstitut unter anderem mit der Ostdeutschen Landesbausparkasse, der DekaBank, der Sparkassen Versicherung Sachsen und der Deutschen Leasing zusammen.

## Einlagensicherung
Sämtliche Kundenansprüche gegenüber der Sparkasse Zwickau – also Spar-, Termin- und Sichteinlagen, Zertifikate (Spareinlage) sowie Inhaberschuldverschreibungen – sind in unbegrenzter Höhe geschützt.
Die Sparkasse Zwickau ist dem Haftungsverbund der Sparkassen-Finanzgruppe angeschlossen. Dieser besteht aus insgesamt 13 Sicherungseinrichtungen, die in einer Haftungsgemeinschaft über drei Ebenen miteinander verbunden sind:
- Elf regionale Sparkassenstützungsfonds
- Sicherungsreserve der Landesbanken und Girozentralen
- Sicherungsfonds der Landesbausparkassen

Zu den Mitgliedern des Haftungsverbundes zählen die deutschen Sparkassen, Landesbankenkonzerne, Landesbausparkassen, die DekaBank sowie weitere Institute. Dieser starke Verbund sichert den Bestand aller Mitgliedsinstitute und schützt zugleich die Einlagen der Sparkassenkunden.

## Gesellschaftliches Engagement
Die Sparkasse Zwickau unterstützt gemeinnützige Projekte und Vereine in der Stadt Zwickau und im Landkreis Zwickau. Das Engagement schließt alle Bereiche des gesellschaftlichen Lebens ein: angefangen von der Sportförderung, über Kunst und Kultur, bis hin zu wirtschaftlichen und sozialen Aktivitäten. Die Sparkasse Zwickau unterstützt somit die Region, da die Vereine maßgeblich die lokalen und regionalen Kultur- und Freizeitmöglichkeiten prägen. Sie sind das soziale Kapital der Gesellschaft und bieten den Menschen die Möglichkeit, gemeinsam etwas zu bewegen, zu erreichen und zu erleben.

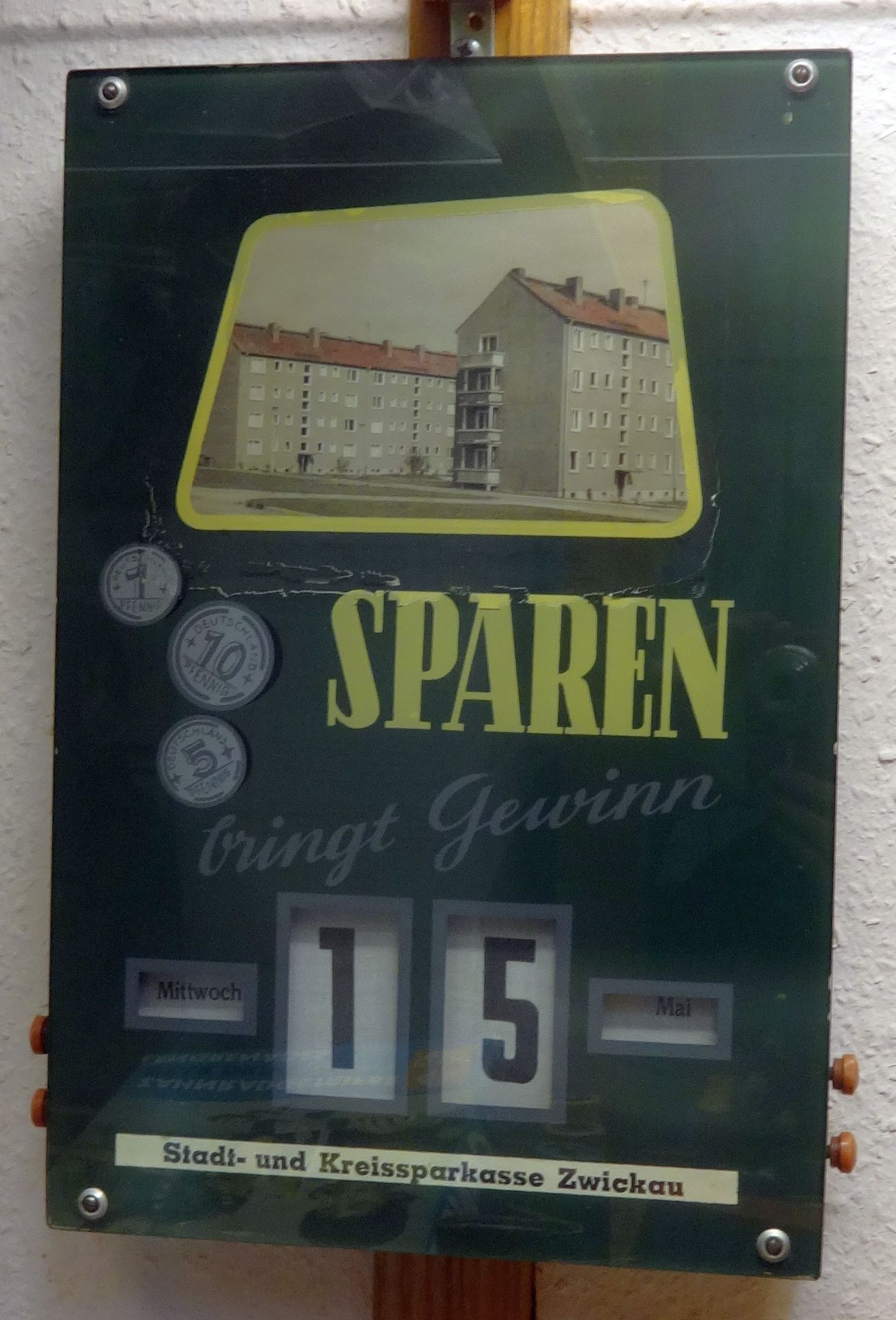
Werbung für die „Stadt- und Kreissparkasse Zwickau“ aus der DDR

## Geschichte
Die Errichtung einer Sparkasse in Zwickau ist von den städtischen Kollegien im Dezember 1841 beschlossen worden. Nach dem Wunsche dieser sollte mit der Sparkasse gleich eine Pfandleihanstalt verbunden werden. Von diesem Gedanken, welchen der damalige Bürgermeister Meyer lebhaft bekämpfte, trennte man sich erst nach Eingreifen der Regierung. Am 27. Januar 1845 genehmigte Friedrich August, „von Gottes Gnaden König von Sachsen“ mit einem Dekret die Sparkassengründung in Zwickau. Und so verzögerte sich die Eröffnung der Sparkasse bis zum 16. April 1845. Zunächst wurde eine kleine Geschäftsstelle in der ersten Etage des Rathauses eröffnet. Diese war mittwochs von jeweils 14:00 Uhr bis 16:00 Uhr geöffnet.